# 207394 Rickfitzgerald
207394 Rickfitzgerald è un asteroide della fascia principale. Scoperto nel 2005, presenta un'orbita caratterizzata da un semiasse maggiore pari a 2,240540 UA e da un'eccentricità di 0,173462, inclinata di 5,628879° rispetto all'eclittica.